# Гедкраб
Гедкраб (також Хедкраб) (англ. Headcrab, дослівний переклад — головний краб) — вигадана істота зі світу серії відеоігор Half -Life. Гедкраби — найчисленніші вороги, які перетворюють людей на зомбі, закріплюючись на їхніх головах, звідки й назва. Проникнувши зі світу Зен під час інциденту в дослідницькому центрі «Чорна Меза», ці істоти вижили й розмножилися на Землі. Існують кілька різновидів гедкрабів, але всі вони мають здатність паразитувати на людях, перетворюючи їх на зомбі.

## Фізіологія
Гедкраби є мішкоподібними істотами біля пів метра завдовжки з чотирма порівняно тонкими лапами, на животі в центрі міститься великий рот, а попереду — жала. В дикій природі Зену гедкараби вразливі й лише одиниці досягають зрілості. Дорослий гедкраб називається гонархом і виглядає як кількаметрова істота на чотирьох ногах, між якими звисає мішок з потомством. Гонарх покритий панциром, здатний проткнути ворога ногою або забризкати їдкою кислотою. На Землі відомо такі різновиди гедкрабів:
- Звичайний — найчисленніші гедкарби, що мають жовто-коричневу шкіру. На задніх лапах мають по два кігтики, з допомогою яких пересуваються, при цьому піднімаючи передні лапи. Часто зустрічаються у темних вологих місцях, таких як підвали, покинуті будівлі. Стрибаючи на жертву, гедкраб «надягається» ротом на її голову і з допомогою жал приєднується до нервової системи, перехоплюючи контроль над тілом. Звичайний гедкараб порівняно повільний, але здатний далеко і високо стрибати. В Half-Life ці істоти могли виживати в воді, але гинули в кислотах. У Half-Life 2 вони навпаки, гинуть у воді, але безперешкодно можуть переносити високий рівень радіації. Як відомо, за прикладом доктора Айзека Кляйнера, якщо видалити гедкрабу жала, його можна утримувати як домашнього улюбленця. У Half-Life 2 і її епізодах стає відомо, що звичайні гедкраби їстівні: в деяких місцях гри можна побачити, як паразитів готують вортигонти. Крім того, в Episode One від однієї з учасниць Опору можна почути, що на смак гедкраб насправді не схожий на звичайного краба (але це не означає, що він не смачний). Зомбі звичайних гедкрабів повільні й незграбні. Їхнє тіло поволі розкладається, а пальці видовжуються і викривляються. При русі та пораненнях зомбі кричать нерозбірливі слова. В Half-Life: Opposing Force зображено пізню стадію розвитку зомбі під назвою гомон, що здатний харчуватися з допомогою пащі, котра виростає в грудній клітці. Гомон нарощує м'язи, при цьому продовжуючи розкладатись, а під тілом гедкраба видно обриси черепа. Солдати Альянсу, заражені гедкрабами, зберігають здатність бігати й навіть кидати гранати.
- Швидкий гедкраб — відрізняється меншим тілом і довгими тонкими лапами. Здатний швидко бігати й чіплятися за стіни й стелю. Час від часу видає характерний свист. Зомбі швидкого гедкраба не мають шкіри й пересуваються на чотирьох. Вони можуть швидко бігати, стрибати й лазити по стінах, видаючи виття.
- Отруйний гедкраб — має невелике тіло, покрите щетинками, тонкі лапи й чорне забарвлення. Зазвичай піджидає жертву в темних місцях, стрибаючи на неї. Отрута цього різновиду небезпечна для людини. Так, вжаливши Гордона Фрімена, він миттєво знижує рівень його здоров'я до 1 очка на певний час, поки не подіє антидот. Зомбі отруйного гедкраба мають розпухле посиніле тіло та при ходьбі важко дихають. При цьому на одному зомбі можуть паразитувати кілька гедкрабів, причіпляючись до голови й тулуба. В разі небезпеки, зомбі жбурляє гедкрабів у нападника.
- Панцирний гедкраб — показаний в Half-Life: Alyx, аналогічний до звичайного гедкараба, за винятком того, що покритий міцними наростами й шипами. Його панцир такий міцний, що його неможливо прострелити з вогнепальної зброї. Натомість черевце цього гедкраба незахищене та дуже вразливе.

## Використання Комбінатом
Оскільки стати жертвою гедкраба рівноцінно тривалій і болісній смерті, Комбінат використовує цих істот для залякування і карання громадян. Бази повстанців або просто місця, де вони можуть перебувати, обстрілюються спеціальними ракетами чи снарядами, кожен з яких містить кількох гедкрабів. Разом з тим гедкраби можуть паразитувати й на кіборгізованих солдатах Комбінату, перетворюючи їх на більш небезпечних зомбі, ніж простих людей.
У бета-версії Half-Life 2 містилася модель мішка гонарха, поєднана з механізмами Комбінату. Ця установка вирощувала гедкрабів саме для подальшого використання як біологічної зброї.

## Розробка образу
Гедкраби й зомбі задумувалися ілюстратором Тедом Бекменом як істоти, страшні, але водночас без звичайних атрибутів чудовиськ, таких як гострі зуби. Натомість вони мали бути більшою мірою відразливими. Зокрема, на концепт-артах до Half-Life зомбі виглядають потворнішими, ніж у грі: посинілими, покритими кров'ю і чорними пухирями. В Half-Life гедкараби мали шість дрібних очей, але в подальших іграх цю деталь було забрано.

## Культурний вплив
Valve випускаються плюшеві іграшки у вигляді звичайних гедкрабів. При цьому їх можна одягнути на голову, а лапи здатні змінювати положення. У 2008 році сайтом «Cracked» отруйних гедкрабів було визнано другими в списку десяти найстрашніших ворогів з відеоігор всіх часів. Вибір ґрунтувався на тому, що схований в темряві гедкараб, видаючи характерне стрекотіння, змушував гравців панічно тікати або шукати ворога, безладно стріляючи в усі боки. До того ж гедкраб не вбиває сам, але робить персонажа вкрай вразливим.
Часто гедкраби жартівливо порівнюються з курячими тушками за візуальну схожість і навпаки.